# Word Is Out
«Word Is Out» — песня, написанная английским продюсерским дуэтом Сток и Уотермен для четвёртого альбома австралийской певицы Кайли Миноуг Let’s Get to It (1991). Спродюсированная Майком Стоком и Питом Уотерменом, песня была выпущена как первый сингл с альбома.

## Оценки критиков и публики
Песня по бо́льшей части получила отрицательные отзывы музыкальных критиков, хотя они похвалили новый для Миноуг звук с элементами нью-джек-свинг. Песня была выпущена как первый сингл с альбома летом 1991 года и попала на 16-ю строчку чарта Великобритании, таким образом оборвав беспрецедентный рекорд певицы с последовательными топ-10 хитами, начиная с дебютного сингла. В Австралии сингловой версией стал ремикс Summer Breeze Mix. Достигнув 10-й позиции, сингл стал десятым синглом Миноуг, попавшим в топ-10 австралийского чарта. Summer Breeze Mix был выпущен в Британии на одностороннем 12-дюймовом виниле с ограниченным тиражом, с выгравированным автографом на обратной стороне, что делает его очень ценным коллекционным экспонатом для поклонников.
В 2009 году через сайт iTunes распространялось две версии данного сингла в 10-песенном варианте. В первую версию iTunes пакета были включены ремиксы «Word Is Out» и би-сайда оригинального сингла — «Say the Word — I’ll Be There». Во второй версии был другой набор песен, вместо «Say the Word — I’ll Be There» присутствовали ремиксы трёх других песен альбома 1991 года: «Right Here, Right Now», «Live and Learn» и «No World Without You».

## Музыкальное видео
Режиссёром клипа выступил Джеймс ЛеБон, съёмки проходили на известном лондонском рынке Кэмден, а британская телеведущая Давина МакКолл  снялась в клипе в качестве одной из танцовщиц Миноуг.

## Список композиций
Здесь представлены основные форматы релиза и трек-листы сингла «Word Is Out».
| №  | Название                       | Длительность |
| -- | ------------------------------ | ------------ |
| 1. | «Word Is Out» (7" version)     | 3:34         |
| 2. | «Word Is Out» (12" version)    | 5:51         |
| 3. | «Say the Word — I’ll Be There» | 4:00         |

| №  | Название                              | Длительность |
| -- | ------------------------------------- | ------------ |
| 1. | «Word Is Out» (Summer Breeze 7" mix)  | 3:34         |
| 2. | «Say the Word — I’ll Be There»        | 4:00         |
| 3. | «Word Is Out» (Summer Breeze 12" mix) | 7:41         |

| №  | Название      | Длительность |
| -- | ------------- | ------------ |
| 1. | «Word Is Out» | 3:34         |

| №  | Название                       | Длительность |
| -- | ------------------------------ | ------------ |
| 1. | «Say the Word — I’ll Be There» | 4:00         |

| №  | Название                              | Длительность |
| -- | ------------------------------------- | ------------ |
| 1. | «Word Is Out» (Summer Breeze 7" mix)  | 3:34         |
| 2. | «Say the Word — I’ll Be There»        | 4:00         |
| 3. | «Word Is Out» (Summer Breeze 12" mix) | 7:41         |

| №  | Название      | Длительность |
| -- | ------------- | ------------ |
| 1. | «Word Is Out» | 3:34         |

| №  | Название                       | Длительность |
| -- | ------------------------------ | ------------ |
| 1. | «Say the Word — I’ll Be There» | 4:00         |

| №  | Название                         | Длительность |
| -- | -------------------------------- | ------------ |
| 1. | «Word Is Out» (Extended Version) | 5:51         |

| №  | Название                       | Длительность |
| -- | ------------------------------ | ------------ |
| 1. | «Say the Word — I’ll Be There» | 4:00         |
| 2. | «Word Is Out» (Instrumental)   | 3:31         |

| №  | Название                              | Длительность |
| -- | ------------------------------------- | ------------ |
| 1. | «Word Is Out» (Summer Breeze 12" mix) | 7:41         |

| №  | Название                              | Длительность |
| -- | ------------------------------------- | ------------ |
| 1. | «Word Is Out» (Summer Breeze 12" mix) | 7:41         |
| 2. | «Word Is Out» (Instrumental)          | 3:31         |

| №  | Название                       | Длительность |
| -- | ------------------------------ | ------------ |
| 1. | «Word Is Out» (UK 12" version) | 5:51         |
| 2. | «Say the Word — I’ll Be There» | 4:00         |

| №   | Название                                       | Длительность |
| --- | ---------------------------------------------- | ------------ |
| 1.  | «Word is Out»                                  | 3:34         |
| 2.  | «Word is Out» (Extended Version)               | 5:51         |
| 3.  | «Word is Out» (Dub 1)                          | 3:53         |
| 4.  | «Word is Out» (Dub 2)                          | 3:14         |
| 5.  | «Word is Out» (Bonus Beats)                    | 1:48         |
| 6.  | «Word is Out» (Instrumental)                   | 3:31         |
| 7.  | «Word is Out» (Backing Track)                  | 3:35         |
| 8.  | «Say the Word — I’ll Be There»                 | 4:00         |
| 9.  | «Say the Word — I’ll Be There» (Instrumental)  | 4:11         |
| 10. | «Say the Word — I’ll Be There» (Backing Track) | 4:11         |

| №   | Название                                           | Длительность |
| --- | -------------------------------------------------- | ------------ |
| 1.  | «Word is Out» (Summer Breeze 12" mix)              | 7:41         |
| 2.  | «Word is Out» (Summer Breeze 7" mix)               | 3:34         |
| 3.  | «Right Here, Right Now (1991)» (Tony King 12" Mix) | 7:56         |
| 4.  | «Right Here, Right Now (1991)» (Instrumental)      | 3:50         |
| 5.  | «Right Here, Right Now (1991)» (Backing Track)     | 3:50         |
| 6.  | «Live and Learn» (Original 12" Mix)                | 5:57         |
| 7.  | «Live and Learn» (Instrumental)                    | 3:27         |
| 8.  | «Live and Learn» (Backing Track)                   | 3:27         |
| 9.  | «No World Without You» (Original Mix)              | 2:53         |
| 10. | «No World Without You» (Instrumental)              | 2:45         |

## Участники записи
| - Кайли Миноуг — вокал - Мириам Стокли — бэк-вокал - Мэй МакКенна — бэк-вокал - Лерой Осборн — бэк-вокал - Лэнс Эллингтон — бэк-вокал - Гэри Барнэйкл — саксофон - Пит Томс — тромбон - Джон Тиркелл — труба | - Джулиан Джинджелл — клавишные - Майк Сток — клавишные, бэк-вокал, микширование и продюсер - Пол Уотермен — продюсер - Фил Хардинг — микширование - Дейв Форд — микширование - Питер Дэй — звукооператор - Эллен фон Унверт — фото |

## Выступления
Миноуг исполняла песню во время следующих турне:
- Let’s Get to It Tour
- Showgirl: The Homecoming Tour (импровизированное выступление акапелла во время технических неполадок)
- Anti Tour (акапелла выступление в Сиднее)

## Позиции в хит-парадах
| Чарт (1991)         | Место |
| ------------------- | ----- |
| ARIA Singles Chart  | 10    |
| UK Singles Chart    | 16    |
| Irish Singles Chart | 8     |